# Petro-juan
Petro-juan naziv je kineske novčane jedinice kojom se trguje na kineskoj međunarodnoj burzi nafte. Uvođenjem petrojuana Kina je zaustavila monopol petrodolara u međunarodnoj naftnoj trgovini tj. početak svojevrsne de-dolarizacije naftnog tržišta.
Ubrzo po uvođenju petro-juana, 60% svjetskog stanovništva tj. stanovništvo BRICS-s vezano uz novu valutu, koja je na naftnom tržištu pokrenula tektonske promjene. Već se u prvim minutama od pokretanja Šangajske burze barel nafte prodavao po istoj cijeni kao i na burzama u Londonu i New Yorku. Mnogi su pokretanje petro-juana označili kao najavu svjetskog gospodarskog rata između Istoka, na čelu s Kinom i novom valutom, i Zapada, na čelu s SAD-om i petrodolarom.
Analitičar švicarske banke UBS Hayden Brisco kako je puštanje u opticaj ugovora o kupovini nafte u juanima „najozbiljnija promjena na svjetskim financijskim tržištima. Možda se radi i o najozbiljnijoj promjeni u čitavoj povijesti financijskih tržišta“ te nadodao da se dolar nalazi pod ugrozom.